# Шубартос
Шубартос (каз. Шұбартөс) — упразднённое село в Аягозском районе Восточно-Казахстанской области Казахстана. Входило в состав Сарыаркинского сельского округа. Исключено из учётных данных в 2017 г. Код КАТО — 633479400.

## Население
В 1999 году население села составляло 100 человек (48 мужчин и 52 женщины). По данным переписи 2009 года, в селе проживало 40 человек (22 мужчины и 18 женщин).